# Jelena Bovina
Jelena Olegovna Bovina (rusko Елена Олеговна Бовина), ruska tenisačica, * 10. marec 1983, Moskva, Rusija.